# Symbol of Life
Albums de Paradise Lost
Believe In Nothing
(2001) Paradise Lost
(2005)
Singles
1. Erased
Sortie : 18 novembre 2002
2. Isolate
Sortie : 2002

Symbol of Life est le neuvième album studio du groupe de rock gothique anglais Paradise Lost. Il est sorti en octobre 2002 sur le label Gun Records et a été produit par Rhys Fulber.

## Historique
Cet album a été enregistré dans les studios Chapel dans le Lincolnshire en juin et juillet 2002. Des enregistrements supplémentaires furent effectués aux studios Dreamcatcher de Bradford et au studio 775 de Los Angeles. Pour produire cet album le groupe s'est adjoint les services de Rhys Fulber connu pour son travail avec, entre-autres, Front Line Assembly ou Fear Factory. Fulber contribue aussi à la programmation.
Cet album voit le retour à un son orienté sur les guitares, sans toutefois abandonner les claviers et l'électronique. En ressort un son metal avec des touches industrielles.
Lee Dorian de Cathedral et Devin Townsend ainsi que la chanteuse Joanna Stevens viennent y ajouter quelques vocalises. Il est le dernier album avec le batteur Lee Morris qui quittera le groupe en 2004 pour des raisons de divergences musicales.
S'il ne se classe pas dans les charts britanniques, il atteint la 16e place des charts allemands et se classe à la 61e place en France.
La version en Digipack propose deux titres bonus, une reprise de Xavier, titre de Dead Can Dance (issu de l'album Within the Realm of a Dying Sun), et de Smalltown Boy, du groupe Bronski Beat (issu de l'album The Age of Consent.

## Liste des titres
- Toutes les musiques sont signées par Gregor MacKintosh et les paroles par Nick Holmes sauf indication.

1. Isolate - 3:44
2. Erased - 3:34
3. Two Worlds - 3:30
4. Pray Nightfall - 4:12
5. Primal - 4:23
6. Perfect Mask - 3:47
7. Mistify - 3:50
8. No Celebration - 3:48
9. Self Obsessed - 3:07
10. Symbol Of Life - 3:57
11. Channel For The Pain - 3:53

Titres bonus version digipak
1. Xavier (Lisa Gerrard, Brendan Perry) - 6:07
2. Smalltown Boy (Steve Bronski, Jimmy Somerville, Larry Steinbachek) - 5:17

## Musiciens
Paradise Lost
- Nick Holmes: chant
- Gregor MacKintosh: guitare solo et rythmique, claviers, programmation
- Aaron Aedy: guitare rythmique
- Steve Edmondson: basse
- Lee Morris: batterie, percussions, chœurs

Musiciens additionnels
- Jamie Muhoberac: claviers (titres 1, 2, 4 & 11)
- Chris Elliott: piano (titres 8 & 10)
- Lee Dorrian: chant additionnel sur Erased
- Devin Townsend: chant additionnel (titres 3 & 13)
- Joanna Stevens: chant additionnel & chœurs (titres 2, 5 & 7)

## Charts
Album
| Pays      | Durée du classement | Meilleur classement |
| --------- | ------------------- | ------------------- |
| Allemagne | 6 semaines          | 16e                 |
| France    | 3 semaines          | 61e                 |
| Suède     | 1 semaine           | 56e                 |
| Suisse    | 1 semaine           | 77e                 |

Single
| Année | Single   | Chart          | Durée du classement | Position |
| ----- | -------- | -------------- | ------------------- | -------- |
| 2002  | "Erased" | Single Top 100 | 2 semaines          | 80e      |